# Alina Ögger
Alina Julia Marie Ögger, född 1981 på Gotland, är en svensk barnboksillustratör och möbelsnickare.
Alina Ögger har tillsammans med Niclas Malmberg publicerat två barnböcker. Lilla klimatboken, utgiven i tryck 2010 och som e-bok 2013, som tar upp klimatfrågor på ett enkelt sätt för barn och Emeli och draken – operation rädda parken, utgiven som e-bok 2014 med Emma Tranströmer som berättare, som också behandlar miljöfrågor för barn.
År 2010 var hon en av åtta finalister i tävlingen "Årets färgstarkaste kvinna" som anordnades av Gudrun Sjödén.